# Teatr Mały w Warszawie (1880–1901)
Teatr Mały – teatr w Warszawie należący do Warszawskich Teatrów Rządowych, siedziba zespołów operetki i farsy.

## Opis
Został uruchomiony  25 października 1880 przy ul. Daniłowiczowskiej w przebudowanym budynku Niemieckiej Synagogi. Wystawiano w nim głównie operetki i farsy.
W 1890 zespół farsy przeniósł się do Teatru Letniego a kierownikiem obu zespołów został Ludwik Śliwiński. 
W 1901 teatr zamknięto, a zespół został przeniesiony do Teatru Nowości.